# Jonathan Stark
Pour les articles homonymes, voir Stark.
 (décembre 2018).
Si vous disposez d'ouvrages ou d'articles de référence ou si vous connaissez des sites web de qualité traitant du thème abordé ici, merci de compléter l'article en donnant les références utiles à sa vérifiabilité et en les liant à la section « Notes et références ».
Jonathan Stark, né le 3 avril 1971 à Medford (Oregon), est un joueur de tennis américain, professionnel de 1991 à 2002.

## Biographie
Il remporte la Coupe Davis 1995. Durant cette campagne, il perd le double de la demi-finale. Son nom est gravé sur la Coupe Davis comme finaliste en 1997, pour cette campagne il perd le double des quarts de finale et de la finale.

## Palmarès

### En double messieurs
| 19 titres en double | 1 G. Chelem | 1 G. Chelem | 1 G. Chelem | 1 G. Chelem | 1 Masters  | 1 Masters  | 1 Masters   | 1 Masters   | 2 Masters 1000 | 2 Masters 1000 | 2 Masters 1000 | 2 Masters 1000 | 4 ATP 500          | 4 ATP 500          | 4 ATP 500          | 4 ATP 500          | 11 ATP 250         | 11 ATP 250         | 11 ATP 250     | 11 ATP 250     | 0 JO           | 0 JO           | 0 JO           | 0 JO           |
| 19 titres en double | 12 sur dur  | 12 sur dur  | 12 sur dur  | 12 sur dur  | 12 sur dur | 12 sur dur | 1 sur gazon | 1 sur gazon | 1 sur gazon    | 1 sur gazon    | 1 sur gazon    | 1 sur gazon    | 3 sur terre battue | 3 sur terre battue | 3 sur terre battue | 3 sur terre battue | 3 sur terre battue | 3 sur terre battue | 3 sur moquette | 3 sur moquette | 3 sur moquette | 3 sur moquette | 3 sur moquette | 3 sur moquette |

## Parcours dans les tournois duGrand Chelem

### En simple
| Année | Open d'Australie | Open d'Australie | Internationaux de France | Internationaux de France | Wimbledon       | Wimbledon     | US Open         | US Open       |
| ----- | ---------------- | ---------------- | ------------------------ | ------------------------ | --------------- | ------------- | --------------- | ------------- |
| 1992  | —                | —                | —                        | —                        | 1er tour (1/64) | A. Olhovskiy  | 2e tour (1/32)  | W. Masur      |
| 1993  | 3e tour (1/16)   | M. Washington    | 3e tour (1/16)           | S. Edberg                | 1er tour (1/64) | G. Ivanišević | 1er tour (1/64) | A. Volkov     |
| 1994  | 2e tour (1/32)   | P. Haarhuis      | 2e tour (1/32)           | F. Santoro               | 1er tour (1/64) | K. Braasch    | 1er tour (1/64) | J. Björkman   |
| 1995  | 1er tour (1/64)  | N. Kulti         | 1er tour (1/64)          | D. Rikl                  | 2e tour (1/32)  | G. Ivanišević | 1er tour (1/64) | H. Gumy       |
| 1996  | 1er tour (1/64)  | W. Ferreira      | —                        | —                        | 3e tour (1/16)  | P. Haarhuis   | 1er tour (1/64) | B. Karbacher  |
| 1997  | 1er tour (1/64)  | L. Roux          | 2e tour (1/32)           | N. Escudé                | 2e tour (1/32)  | G. Rusedski   | 1er tour (1/64) | M. Gustafsson |
| 1998  | 2e tour (1/32)   | G. Rusedski      | —                        | —                        | —               | —             | 2e tour (1/32)  | J. Björkman   |

N.B. : à droite du résultat se trouve le nom de l'ultime adversaire.

### En double
| Année | Open d'Australie             | Open d'Australie           | Internationaux de France     | Internationaux de France   | Wimbledon                     | Wimbledon                    | US Open                     | US Open                    |
| ----- | ---------------------------- | -------------------------- | ---------------------------- | -------------------------- | ----------------------------- | ---------------------------- | --------------------------- | -------------------------- |
| 1988  | —                            | —                          | —                            | —                          | —                             | —                            | 1er tour (1/32) D. Dilucia  | M. Flur S. Giammalva Jr    |
| 1989  | —                            | —                          | —                            | —                          | —                             | —                            | 1er tour (1/32) J. Palmer   | K. Evernden C.-U. Steeb    |
| 1990  | —                            | —                          | —                            | —                          | —                             | —                            | —                           | —                          |
| 1991  | —                            | —                          | —                            | —                          | —                             | —                            | 1/8 de finale J. Palmer     | U. Riglewski M. Stich      |
| 1992  | 1/4 de finale J. Palmer      | R. Krajicek J. Siemerink   | —                            | —                          | 1/4 de finale P. McEnroe      | J. Grabb R. Reneberg         | 1/8 de finale P. McEnroe    | K. Jones R. Leach          |
| 1993  | 1/8 de finale P. McEnroe     | D. Visser L. Warder        | 1er tour (1/32) P. McEnroe   | M.-K. Goellner D. Prinosil | 1/4 de finale P. McEnroe      | G. Connell P. Galbraith      | 1er tour (1/32) J. Palmer   | M.-K. Goellner D. Prinosil |
| 1994  | Finale B. Black              | J. Eltingh P. Haarhuis     | Victoire B. Black            | J. Apell J. Björkman       | 1/8 de finale B. Black        | W. Ferreira M. Stich         | 1/8 de finale B. Black      | N. Kulti M. Larsson        |
| 1995  | 1er tour (1/32) B. Black     | M.-K. Goellner D. Prinosil | 2e tour (1/16) B. Black      | N. Kulti M. Larsson        | 1/8 de finale B. Black        | M.-K. Goellner I. Kafelnikov | 1/4 de finale B. Black      | G. Connell P. Galbraith    |
| 1996  | —                            | —                          | 1/2 finale J. Palmer         | I. Kafelnikov D. Vacek     | 2e tour (1/16) J. Palmer      | P. Pála P. Vízner            | 2e tour (1/16) J. Palmer    | T. Kronemann D. Macpherson |
| 1997  | 1/2 finale R. Leach          | T. Woodbridge M. Woodforde | 1/4 de finale R. Leach       | T. Woodbridge M. Woodforde | 1/8 de finale R. Leach        | J. Björkman N. Kulti         | 1er tour (1/32) R. Leach    | G. Ivanišević C. Suk       |
| 1998  | 1/8 de finale A. O'Brien     | D. Macpherson D. Wheaton   | 1er tour (1/32) A. O'Brien   | M. Hood S. Prieto          | —                             | —                            | 2e tour (1/16) J. Gimelstob | M. Knowles D. Nestor       |
| 1999  | 1/4 de finale R. Reneberg    | M. Bhupathi L. Paes        | 1/8 de finale R. Reneberg    | I. Kafelnikov M. Mirnyi    | 1/8 de finale R. Reneberg     | M. Knowles D. Nestor         | 2e tour (1/16) J. Grabb     | W. Arthurs A. Kratzmann    |
| 2000  | —                            | —                          | 1er tour (1/32) P. Goldstein | J. Boutter F. Santoro      | 1er tour (1/32) E. Taino      | P. Haarhuis S. Stolle        | 1er tour (1/32) E. Taino    | L. Hewitt M. Mirnyi        |
| 2001  | 2e tour (1/16) J.-M. Gambill | D. Adams M. García         | 1er tour (1/32) S. Humphries | W. Black K. Ullyett        | 2e tour (1/16) J.-L. de Jager | M. Knowles B. MacPhie        | 2e tour (1/16) B. Black     | W. Black K. Ullyett        |
| 2002  | 1er tour (1/32) J. Gimelstob | L. Arnold Ker G. Cañas     | —                            | —                          | —                             | —                            | —                           | —                          |

N.B. : le nom du ou de la partenaire se trouve sous le résultat ; le nom des ultimes adversaires se trouve à droite.

### En double mixte
| Année | Open d'Australie | Open d'Australie | Internationaux de France | Internationaux de France | Wimbledon                    | Wimbledon                  | US Open                      | US Open                  |
| ----- | ---------------- | ---------------- | ------------------------ | ------------------------ | ---------------------------- | -------------------------- | ---------------------------- | ------------------------ |
| 1995  |                  |                  |                          |                          | Victoire M. Navrátilová      | Gigi Fernández Cyril Suk   | 1/4 de finale M. Navrátilová | Gigi Fernández Cyril Suk |
| 1996  |                  |                  |                          |                          | 1/4 de finale M. Navrátilová | L. Davenport Grant Connell |                              |                          |

N.B. : le nom de la partenaire se trouve sous le résultat ; le nom des ultimes adversaires se trouve à droite.

## Participation aux Masters

### En double
| Année | Ville    | Surface         | Partenaire  | Résultats | Résultat final    |
| ----- | -------- | --------------- | ----------- | --------- | ----------------- |
| 1994  | Jakarta  | Dur indoor      | Byron Black | 1v, 2d    | Éliminé en poules |
| 1997  | Hartford | Moquette indoor | Rick Leach  | 4v, 1d    | Vainqueur         |